# Zloději kol
Zloději kol (v italském originále Ladri di biciclette) je italský film z roku 1948 režiséra Vittoria De Sicy.
Snímek byl nominován na Oscara, uspěl v kategorii nejlepší cizojazyčný film za rok 1949.

## V hlavních rolích
- Lamberto Maggiorani
- Enzo Staiola
- Lianella Carrell
- Gino Saltamerenda